# Super Rugby Aotearoa 2020
Super Rugby Aotearoa 2020 war die erste von zwei Austragungen des professionellen Rugby-Union-Wettbewerbs Super Rugby Aotearoa. Sie fand von Juni bis August 2020 in Neuseeland statt und ersetzte die Saison 2020 der internationalen Meisterschaft Super Rugby, die im März desselben Jahres wegen der COVID-19-Pandemie abgebrochen worden war. Teilnehmer waren die fünf neuseeländischen Super-Rugby-Franchises.

## Ereignisse
Die Saison 2020 von Super Rugby war am 15. März 2020 wegen des Ausbruchs der COVID-19-Pandemie abgebrochen worden und konnte in der Folge nicht wieder aufgenommen werden, da die internationalen Reisebeschränkungen einen geregelten Spielbetrieb unmöglich machten. Bereits am 6. Mai kündigte der Verband New Zealand Rugby die Durchführung des Ersatzwettbewerbs Super Rugby Aotearoa an. Darüber hinaus war in Australien die Austragung von Super Rugby AU und in Südafrika von Super Rugby Unlocked vorgesehen.
Der von Investec gesponserte Wettbewerb begann am 13. Juni 2020 und umfasste zehn Runden bis zum 14. August. Fünf Tage vor Beginn hatte die neuseeländische Regierung die meisten nicht-reisebezogenen Einschränkungen im Zusammenhang mit der Pandemie aufgehoben. Dies bedeutete, dass die Spiele vor Zuschauern ausgetragen wurden und dass dieser Wettbewerb der weltweit erste Sportanlass war, der seit Ausbruch der Pandemie nicht unter Ausschluss der Öffentlichkeit stattfand. Aufgrund der Wiedereinführung von Beschränkungen auf nationaler Ebene am 11. August nach neuen Übertragungsfällen wurde eine Partie der letzten Runde hinter verschlossenen Türen ausgetragen, ein anderes abgesagt und als 0:0-Unentschieden gewertet – mit dem Ergebnis, dass die Crusaders den Turniersieg errangen.

## Modus
Die fünf teilnehmenden Teams spielten je einmal zuhause und auswärts gegeneinander, hinzu kamen zwei spielfreie Runden. Das nach zehn Runden bestplatzierte Team wurde mit dem Titel ausgezeichnet. Die Tabellenpunkte in der Wertung von Super Rugby Aotearoa wurden wie folgt vergeben:
- 4 Punkte für einen Sieg
- 2 Punkte für ein Unentschieden
- 1 Bonuspunkt für eine Niederlage in einem Spiel mit acht Punkten oder weniger
- 1 Bonuspunkt für das Erzielen von drei Versuchen mehr als der Gegner

## Tabelle
|    | Team        | Spiele | Siege | Unent. | Ndlg. | Spiel- punkte | Diff. | Bonus- punkte | Tabellen- punkte |
| -- | ----------- | ------ | ----- | ------ | ----- | ------------- | ----- | ------------- | ---------------- |
| 1. | Crusaders   | 8      | 6     | 1      | 1     | 219:148       | + 71  | 4             | 30               |
| 2. | Blues       | 8      | 5     | 1      | 2     | 176:149       | + 27  | 2             | 24               |
| 3. | Hurricanes  | 8      | 5     | 0      | 3     | 202:213       | − 11  | 1             | 21               |
| 4. | Highlanders | 8      | 3     | 0      | 5     | 197:227       | − 30  | 2             | 14               |
| 5. | Chiefs      | 8      | 0     | 0      | 8     | 155:212       | − 57  | 5             | 5                |